# Louis Schlaefli
Louis Schlaefli, né le 4 décembre 1938 à Neuf-Brisach (Haut-Rhin), est un érudit, collectionneur et bibliothécaire franco-suisse. Depuis 1964 il est le bibliothécaire de la bibliothèque du Grand Séminaire de Strasbourg pour laquelle il a constitué plusieurs catalogues majeurs. Il est également l'auteur de plus de cinq cents articles et contributions, liés au patrimoine et à l'histoire de l'Alsace, principalement religieuse.

## Biographie

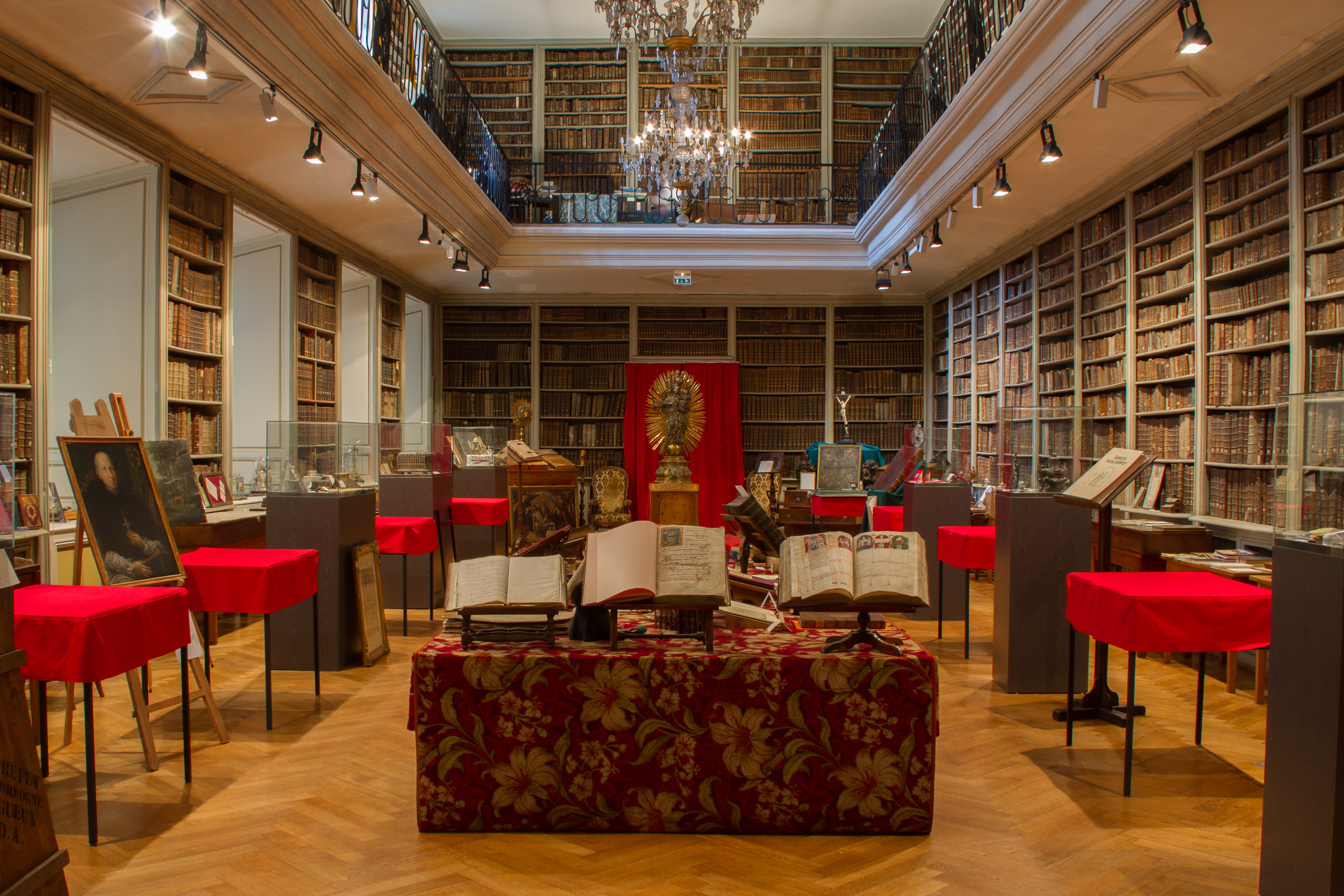
La bibliothèque du Grand Séminaire de Strasbourg dont Louis Schlaefli est le conservateur bénévole depuis 1964.

Entre 1957 et 1998, la carrière professionnelle de Louis Schlaefli se déroule au sein du collège épiscopal Saint-Étienne de Strasbourg, où il exerce tour à tour les fonctions de surveillant, enseignant de latin et de français, surveillant général, directeur-adjoint et directeur intérimaire à deux reprises. Retraité, il dresse en 1999 un inventaire méthodique des documents relatifs à son histoire, puis une monographie parue en 2011.
À partir de 1964 il s'engage en outre dans une activité bénévole à la bibliothèque du Grand Séminaire de Strasbourg, dont la bibliothèque ancienne, riche d'environ 50 000 titres. Il en devient le bibliothécaire et entreprend de cataloguer les fonds anciens et les manuscrits. La découverte de 167 incunables et post-incunables non encore répertoriés lui permet de publier en 1994 un Supplément au catalogue des incunables et livres du XVIe s. (jusqu'en 1530) de la Bibliothèque du Grand Séminaire de Strasbourg, commencé par François Ritter en 1954. L'année suivante paraît à Baden-Baden son monumental Catalogue des livres du seizième siècle (1531-1599) de la bibliothèque du Grand Séminaire de Strasbourg, une recension commentée d'environ 3 330 titres. Il réalise aussi un inventaire pour les quelque 45 000 ouvrages des XVIIe et XVIIIe siècles. Après 1998, il procède à l'inventaire des manuscrits anciens et des fonds d'archives du Grand Séminaire, notamment des papiers personnels de nombreux ecclésiastiques. En 2002 il publie le Catalogue de la bibliothèque du couvent de la Divine Providence à Ribeauvillé : fonds anciens (XVe - XVIIe siècles).
En parallèle, Louis Schlaefli développe à partir de 1968 une activité d'historien dans le cadre de la Société d'histoire et d'archéologie de Molsheim et environs, dont il devient le président en 1986, puis le président d'honneur en 2002. Entouré d'une équipe de bénévoles, il contribue lui-même à la restauration de la chartreuse de Molsheim, mais le musée des arts et traditions religieuses d'Alsace dont il rêvait ne voit pas le jour. En 1985 il fait partie des membres fondateurs de la Société d'histoire de la Hardt et du Ried, sa région natale. Auteur de centaines d'articles historiques, il reçoit aussi les chercheurs, les étudiants, et anime des visites guidées.
Sa passion pour l'art populaire religieux et son engagement humanitaire constituent d'autres facettes de son parcours. À partir de 1982 il organise et accompagne une quarantaine de convois humanitaires vers la Pologne, le Liban, la Roumanie et l'ex-Yougoslavie.
Marié à Véronique Muller en 1964, Louis Schlaefli est père de trois enfants.

## Distinctions
- 1988 : Médaille d'honneur de la Ville de Molsheim (au titre de la Société d'histoire et d'archéologie de Molsheim et environs)[2]
- 1994 : Chevalier de l'ordre des Palmes académiques[2]
- 1998 : Médaille d'or de l'ordre du Mérite de la République de Pologne[2]
- 2000 : Prix d'honneur de la Société des amis du Vieux-Strasbourg[3]
- 2003 : Chevalier de l'ordre des Arts et des Lettres[2]
- 2006 : Médaille d'honneur de la Ville de Molsheim (au titre du chantier de bénévoles)[2]
- 2017 : Médaille d’honneur de la ville de Strasbourg ainsi qu’un Bretzel d'Or[12]

## Sélection de publications
Les références détaillées d'environ 300 des quelque 500 publications de Louis Schlaefli figurent dans le catalogue en ligne de la Bibliothèque nationale et universitaire de Strasbourg.
- « Les Publications de la Grande congrégation académique de Molsheim », in Marian Library Studies, 1975, vol. 7, p. 303-324
- « La plus ancienne image pieuse du Schauenberg », in Marian Library Studies (University of Dayton), 1977, vol. 9, p. 273-279, 5 pl.
- « L'Alsace et les Chartreux », 1988, p. 44-50
- « Les bouteilles de la Passion », in Almanach Sainte-Odile, 1988, p. 115-119
- Petites images de piété alsaciennes, Musée de l'imagerie peinte et populaire alsacienne, 1989, 107 p. (en collaboration avec François Lotz)
- La sorcellerie à Molsheim, 1589-1697, Huber, 1993, 160 p.
- (de) Katalog der Bücher aus der ehemalingen Bibliothek des Johannes Pistorius Niddanus d.J. (1546-1608) : die im Grand Séminaire zu Strasbourg zu finden sind : Bestand : 150 Titel zwischen 1490-1600 ediert, Emmendingen, 1994 (en collaboration avec Hans-Juergen Guenther)
- (de) Katalog der Bücher aus der ehemaligen Bibliothek der Pfarrherren Martin+Hieremias+Lazarus Rapp aus Offenburg die im Grand Séminaire zu Strasbourg zu finden sind : Bestand : 462 Titel zwischen 1481 und 1609 ediert, Emmendingen, 1995 (en collaboration avec Hans-Juergen Guenther)
- « Chartreux de Molsheim et chartreux alsaciens (XVIIIe-XXe s.) », in Annuaire de la société d'histoire et d'archéologie de Molsheim et environs, 1995, p. 101-113
- Catalogue des livres du seizième siècle (1531-1599) de la bibliothèque du Grand séminaire de Strasbourg, Valentin Koerner, Baden-Baden, 1995, 676 p.
- Supplément au catalogue des incunables et livres du XVIe s. (jusqu'en 1530) de la Bibliothèque du Grand Séminaire de Strasbourg, 1995, tiré à part des Archives de l'Église d'Alsace, 51, 1993-1994, p. 10-68
- « À propos des mouches espagnoles ou une affaire de sorcellerie à la Wantzenau au XVIIe siècle », in Annuaire de la Société des Amis du Vieux Strasbourg, no 25, 1996-1997
- Molsheim, Alsace-France, Edira, 1996, 48 p. (en collaboration avec Paul Kestler et Grégory Oswald)
- « Un cas de sorcellerie de Niederentzen (1618) », in Annuaire de la société d'histoire de la Hardt et du Ried, 1996, no 9, p. 53-54
- « Meuniers et moulins de Dinsheim sous l'Ancien Régime », in Annuaire de la société d'histoire et d'archéologie de Molsheim et environs, 1996, p. 29-52
- « Kanonikus Alexandre Straub auf Studienreise in Baden », in Die Ortenau, no 77, 1997, p. 459-484
- « Les aveux d'un sorcier de neuf ans originaire de Saverne », in Pays d'Alsace. Cahier de la Société d'histoire et d'archéologie de Saverne et environs, no 182, 1998, p. 1–26
- « Inventaires de bibliothèques de curés d'Obernai et des environs (1579-1689) », in Annuaire de la Société d'histoire et d'archéologie de Dambach-la-ville/Barr/Obernai, 32, 1998, p. 131-146
- « Le couvent des Pénitentes de Sainte-Madeleine à Strasbourg. Notes historiques et artistiques, leçons d'un obituaire », in Annuaire de la Société des Amis du Vieux Strasbourg, no 26, 1998–1999, p. 57–67
- (de) « Vier Pfarrbibliotheken des 16. Jahrhunderts aus Offenburg und der Ortenau », in Die Ortenau, no 80, 2000, p. 171-176
- « Un document d'art populaire religieux : un manuscrit illustre de Bollwiller (1769-1770) », in Cahiers alsaciens d'archéologie d'art et d'histoire, XLIII, 2000, p. 149-164
- (de) « Der Pfarrklerus der Ortenau. Die drei rechtsrheinischen Ruralkapitel des ehemaligen Bistums Strassburg (14. bis 17. Jahrhundert). Eine Dokumentation », in Simpliciana XXV (2003), p. 277-378 et XXVII (2005), p. 213-308
- Catalogue de la bibliothèque du couvent de la Divine Providence à Ribeauvillé : fonds anciens (XVe - XVIIe siècles), Valentin Koerner, Baden-Baden, 2002, 237 p.
- « Guerres mondiales et images pieuses », in Cahiers Alsaciens d'archéologie, d'art et d'histoire, 50, 2007
- « Particularités relatives aux procès de sorcellerie intentés aux enfants à Molsheim au XVIIe siècle », in Revue d’Alsace, no 134, 2008, p. 213-227
- Le collège épiscopal Saint-Étienne, Éd. du Signe, 2011, 347 p.
- 150 images de Saint-Étienne, Strasbourg, 2011, 64 p.
- L'Obituaire des Pénitentes de Sainte-Madeleine de Strasbourg, édité par l'Académie des Inscriptions et Belles-Lettres, Paris, 2020.

### Filmographie
- Portrait de Louis Schlaefli, reportage d'Anne Beyl et Jean-Pierre Bertrand, Paraboles/CFRT, mai 2010, 5 min 31 s.